# Langhornmotten

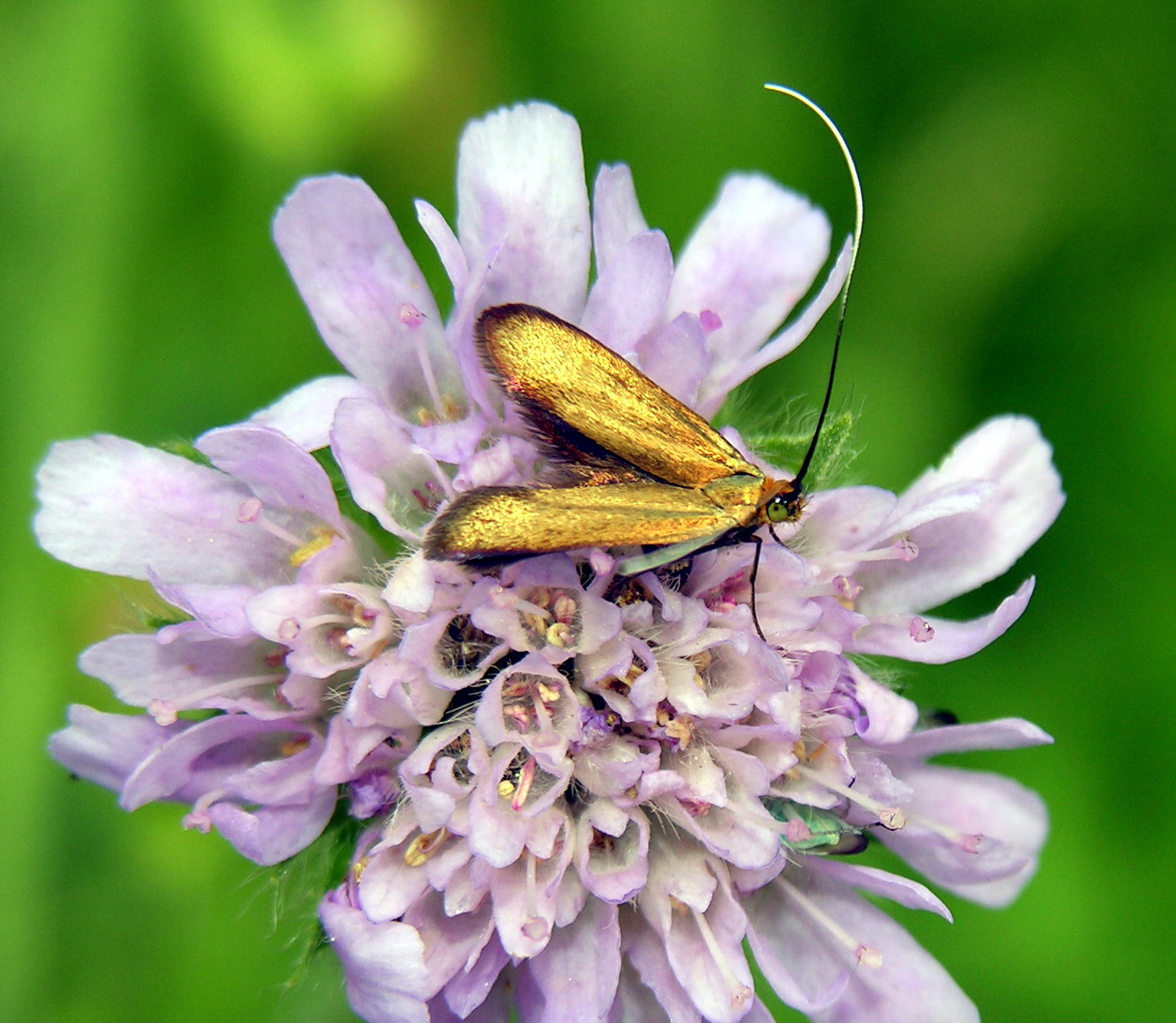
Nemophora metallica (Weibchen)

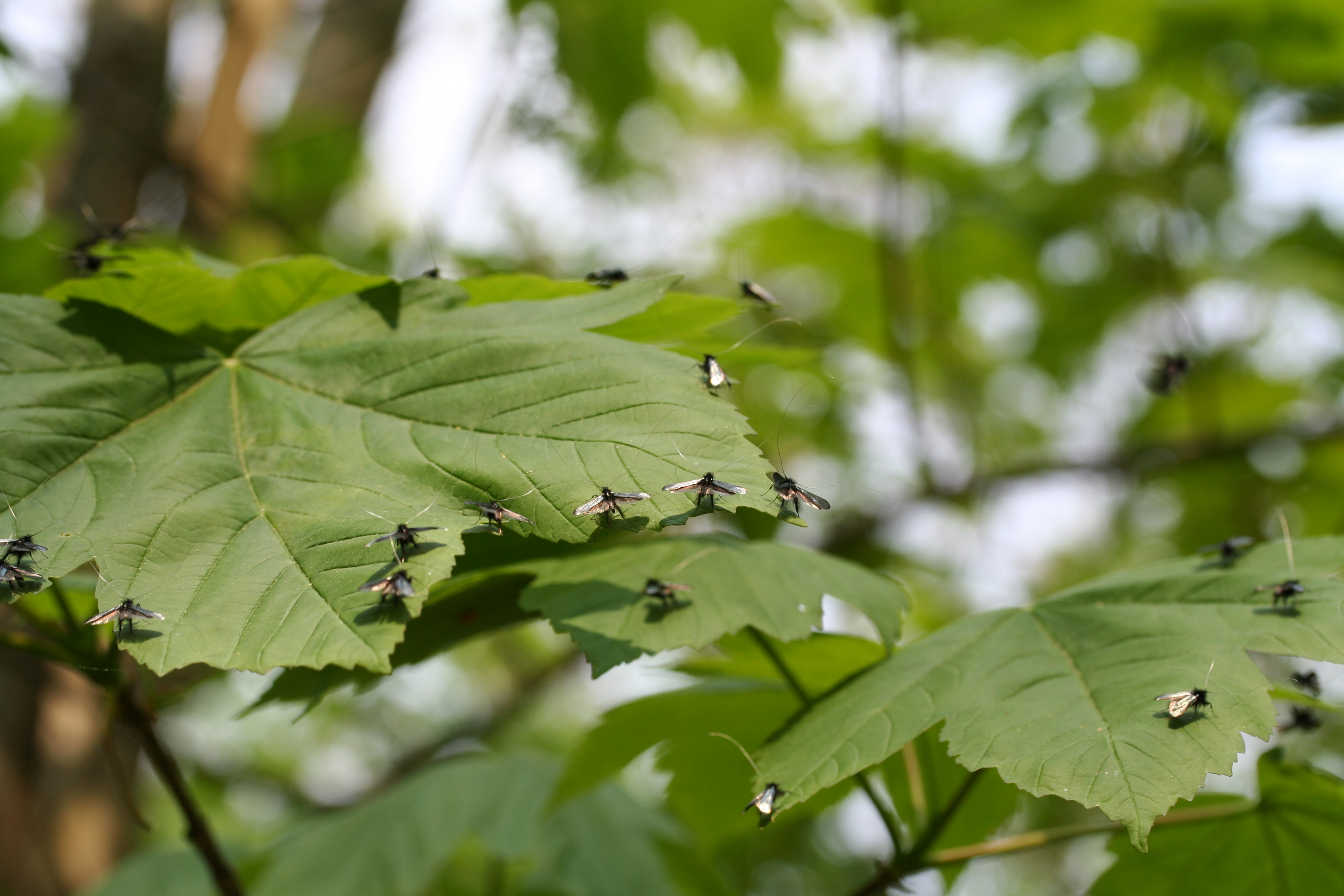
Gruppe von Adela reaumurella

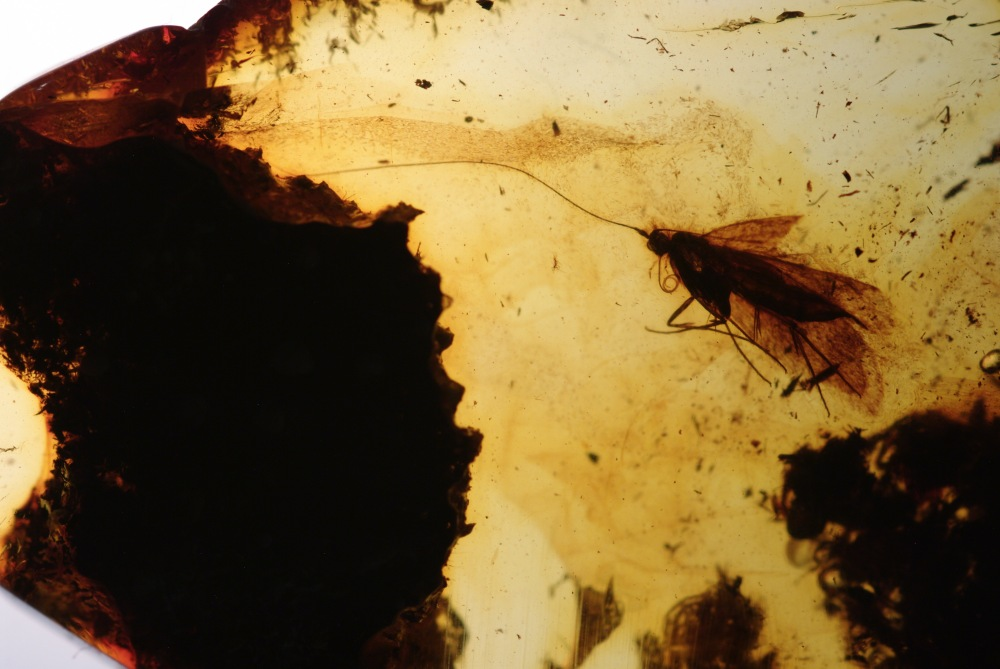
Adela kuznetzovi, fossile Art aus dem Eozän im Baltischen Bernstein

Die Langhornmotten (Adelidae) sind eine Familie der Schmetterlinge (Lepidoptera).

## Merkmale
Die Falter erreichen eine Flügelspannweite von 8 bis 20 Millimetern. Sie haben langgestreckte Körper und schmale Vorderflügel, die drei- bis viermal länger als breit sind. Sie glänzen entweder komplett metallisch (z. B. golden, kupfern, grünlich oder purpurfarben), oder sind überwiegend glänzend oder weisen metallisch glänzende Muster auf. Die Hinterflügel sind elliptisch bis spitz zulaufend und in etwa ebenso breit wie die Vorderflügel. Ihre Spitze ist abgerundet. Sie sind mit langen Fransen versehen. Die fadenförmigen Fühler der Männchen sind auffällig lang und erreichen oft ein Vielfaches der Körperlänge. Die der Weibchen sind deutlich kürzer. Die Falter haben keine Punktaugen (Ocelli). Ihre Maxillarpalpen sind stark reduziert, ihr Saugrüssel ist gut entwickelt und an der Basis beschuppt. Ihr Kopf ist behaart.
Die Vorderflügel haben 12 Flügeladern mit einer Analader (1b). Die Hinterflügel haben 10 Adern mit drei Analadern (1a, 1b und 1c).

## Lebensweise
Die Falter sind tagaktiv und schwirren oft in größeren Gruppen umher. Die Männchen vollziehen tänzelnde Balzflüge in der Nähe von Ästen, auf denen Weibchen sitzen.
Die Larven minieren meist zu Beginn in Blättern oder Blüten, fressen aber später am Boden liegende, abgefallene Blätter. Dabei tragen sie zu ihrem Schutz einen aus herausgeschnittenen Pflanzenteilen gefertigten Sack, der an beiden Seiten offen ist. Einige Arten sind monophag und ernähren sich nur von einer bestimmten Futterpflanze. Bei manchen Arten, besonders bei der Gattung Adela, kann es zu Massenvermehrungen kommen. Dabei fliegen sie in großen Schwärmen um blühende Pflanzen.

## Systematik
Die Familie der Langhornmotten ist in Europa mit 50 Arten vertreten. Im deutschsprachigen Raum kommen davon 32 Arten vor:
Die fossile Art Adela kuznetzovi aus dem Eozän wurde im Baltischen Bernstein gefunden.

### Unterfamilie Adelinae
- Adela albicinctella (Mann, 1852)
- Adela associatella (Zeller, 1839)
- Adela australis (Herrich-Schäffer, 1855)
- Adela croesella (Scopoli, 1763)
- Adela cuprella (Denis & Schiffermüller, 1775)
- Adela mazzolella (Hübner, 1801)
- Adela reaumurella (Linnaeus, 1758)
- Adela violella (Denis & Schiffermüller, 1775)
- Cauchas albiantennella bzw. Adela albiantennella (Burmann, 1943)[3][4]
- Cauchas chrysopterella (Küppers, 1980)
- Cauchas fibulella (Denis & Schiffermüller, 1775)
- Cauchas leucocerella (Scopoli, 1763)
- Cauchas rufifrontella (Treitschke, 1833)
- Cauchas rufimitrella (Scopoli, 1763)
- Nemophora auricellus (Ragonot, 1874)
- Nemophora congruella (Zeller, 1839)
- Nemophora cupriacella (Hübner, 1819)
- Gelbband-Langhornmotte Nemophora degeerella (Linnaeus, 1758)
- Nemophora dumerilellus (Duponchel, 1839)
- Nemophora fasciella (Fabricius, 1775)
- Nemophora metallica (Poda, 1761)
- Nemophora minimella (Denis & Schiffermüller, 1775)
- Nemophora ochsenheimerella (Hübner, 1813)
- Nemophora pfeifferella (Hübner, 1813)
- Nemophora raddella (Hübner, 1793)
- Nemophora violellus (Stainton, 1851)

### Unterfamilie Nematopogoninae
- Nematopogon adansoniella (Villers, 1789)
- Nematopogon magna (Zeller, 1878)
- Nematopogon metaxella (Hübner, 1813)
- Nematopogon pilella (Denis & Schiffermüller, 1775)
- Nematopogon robertella (Clerck, 1759)
- Nematopogon schwarziellus (Zeller, 1839)
- Nematopogon swammerdamella (Linnaeus, 1758)